# Zwiefalten
Zwiefalten es una localidad de Alemania. Se encuentra en el Distrito de Reutlingen, en la Región de Tubinga, en Baden-Wurtemberg, aproximadamente a medio camino entre Stuttgart y el lago Constanza. El antiguo monasterio de Zwiefalten, que en la actualidad alberga un centro psiquiátrico, domina el paisaje urbano; además, la iglesia del monasterio es uno de los edificios barrocos más destacados del sur de Alemania. El 44,3 % de la superficie de Zwiefalten forma parte de la Reserva de la Biosfera de la Jura de Suabia.

## Geografía
El nombre de la población deriva del río Zwiefalter Aach en cuyo valle se encuentra y fue mencionado por primera vez como Zwivaltum en el año 904. También fluye junto a la población el Kesselbach, que desemboca en el Zwiefalter Aach. Geológicamente, en esta zona se extrae Gauinger Travertin, también conocido como mármol de Gauingen, una roca caliza que constituye una singularidad en la Jura de Suabia.
El municipio de Zwiefalten se divide en las siguientes zonas: Baach, Gauingen, Gossenzugen, Hochberg, Mörsingen, Sonderbuch, Upflamör, Zwiefalten, Attenhöfen, Loretto, Bühlhof y Straubinger. Zwiefalten también cuenta con varios asentamientos abandonados: Gouwiberc en Gauingen, Offenhausen en Mörsingen, y Elnhausen, Katzenstaig y Weschelinshulwe en Upflamör. En cuanto a sus fronteras, linda con Hayingen, Emeringen, Riedlingen, Langenenslingen y Pfronstetten. Mientras que Hayingen y Pfronstetten pertenecen también al distrito de Reutlingen, Emeringen se encuentra en el distrito de Alb-Donau, y Riedlingen y Langenenslingen en el distrito de Biberach. Zwiefalten es el municipio más meridional del distrito de Reutlingen.

## Historia

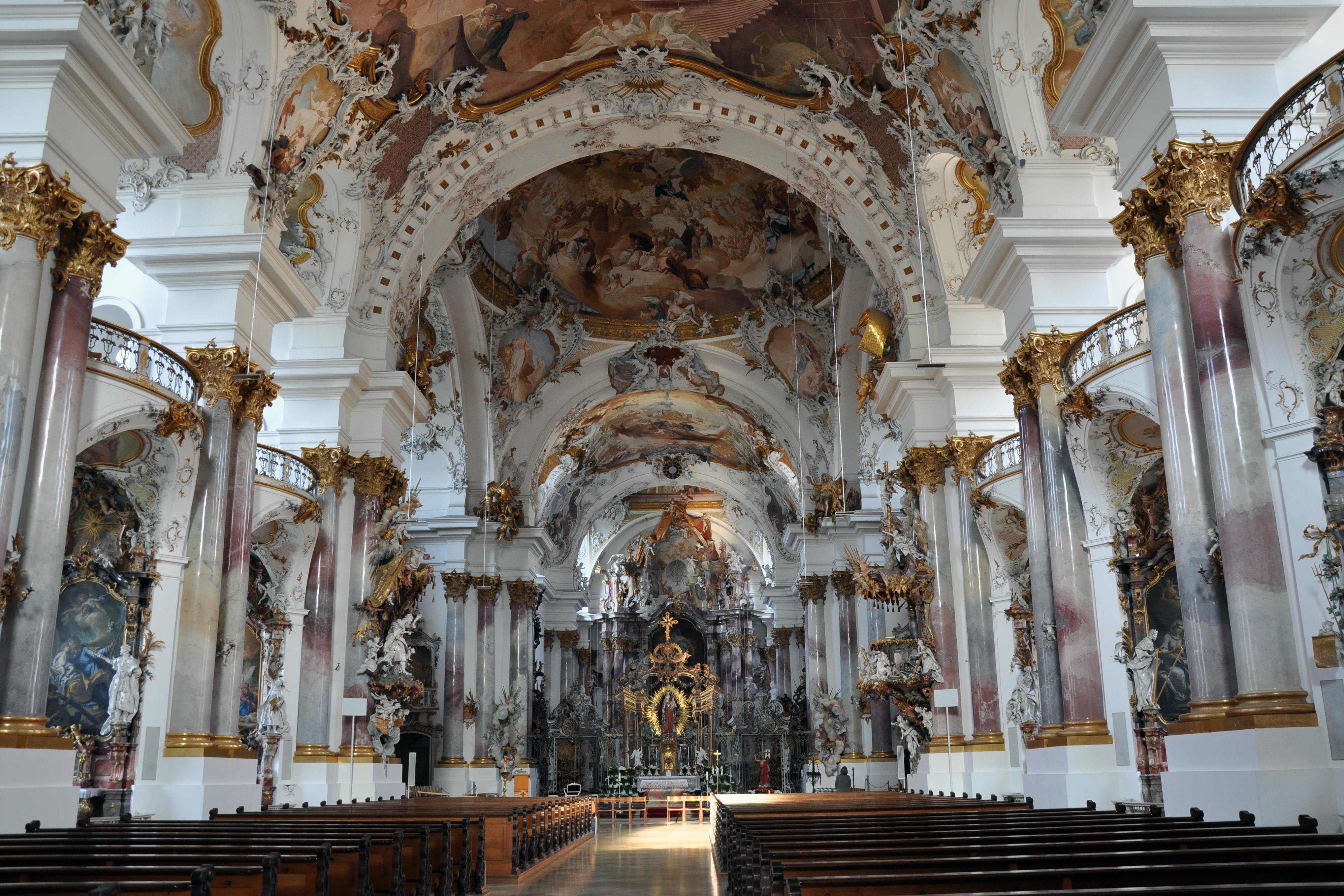
Interior del monasterio.

Zwiefalten, Mörsingen y Gauingen se mencionan por primera vez en una cédula real de Luis IV de Alemania fechada el 15 de junio de 904.
Zwiefalten debe su notoriedad al antiguo monasterio benedictino, fundado en 1089 por monjes venidos de Hirsau. Los condes Luitold von Achalm y Kuno von Wülflingen otorgaron al monasterio extensos terrenos. Junto al monasterio se encontraba también un convento femenino que, sin embargo, fue abandonado en el siglo XIV, podría tratarse de la zona adyacente a lo que en la actualidad es la capilla del cementerio. Hasta el siglo XV, el monasterio mantuvo sus tierras alrededor de la abadía. En 1525, durante la Guerra de los campesinos alemanes, estos saquearon el monasterio y debió de ser cerca de Pfronstetten donde fueron derrotados en batalla. 
Posteriormente, en 1750, el monasterio de Zwiefalten se declaró abadía del imperio (Reichsabtei) y quedaba acogido a la normativa Schirmvogtei, por la que eran protegidos pero también administrados por el señor feudal de la zona. En 1803, con motivo de la secularización, los monjes fueron dispersados violentamente. En 1812 se estableció en los edificios del monasterio el sanatorio real de Wurtemberg. 
El uso del monasterio como centro psiquiátrico se remonta a la época nacionalsocialista y está relacionado con el programa Aktion T4, por el cual más de mil personas fueron deportadas desde Zwiefalten a Grafeneck para ser asesinadas entre el 2 de abril de 1940 y el 9 de diciembre de ese mismo año. En 1949 la directora del centro entre 1940 y 1945, Martha Fauser, fue encarcelada. estos sucesos se recuerdan hoy con un monumento en el cementerio. Hoy en día, el monasterio alberga el centro psiquiátrico de la clínica monacal Zwiefalten.

## Demografía
La población de Zwiefalten en el último siglo alcanzaron su máximo a mediados del siglo XX, pero ahora se encuentra a niveles similares a los de finales del siglo XIX. Están marcados con ¹ los datos obtenidos en censos, el resto son actualizaciones de las oficinas de estadística estatales.
| Fecha                      | Habitantes |
| -------------------------- | ---------- |
| 1 de diciembre de 1871 ¹   | 2045       |
| 1 de diciembre de 1900 ¹   | 2414       |
| 17 de mayo de 1939 ¹       | 2559       |
| 13 de septiembre de 1950 ¹ | 2879       |
| 6 de junio de 1961 ¹       | 3037       |
| 27 de mayo de 1970 ¹       | 3000       |
| 25 de mayo de 1987 ¹       | 2334       |
| 31 de diciembre de 1995    | 2273       |
| 31 de diciembre de 2000    | 2180       |
| 30 de septiembre de 2003   | 2166       |
| 31 de diciembre de 2005    | 2133       |
| 31 de diciembre de 2010    | 2067       |
| 31 de diciembre de 2014    | 2175       |